# Oederan
Oederan és una població del districte de Mittelsachsen, a la regió alemanya de Saxònia.
El 2022 tenia una població de 7782 habitants.

## Geografia
Oederan està situada a 14 km al sud-oest de Freiberg, 17 km a l'est de Chemnitz i uns 50 km a l'oest de Dresden.

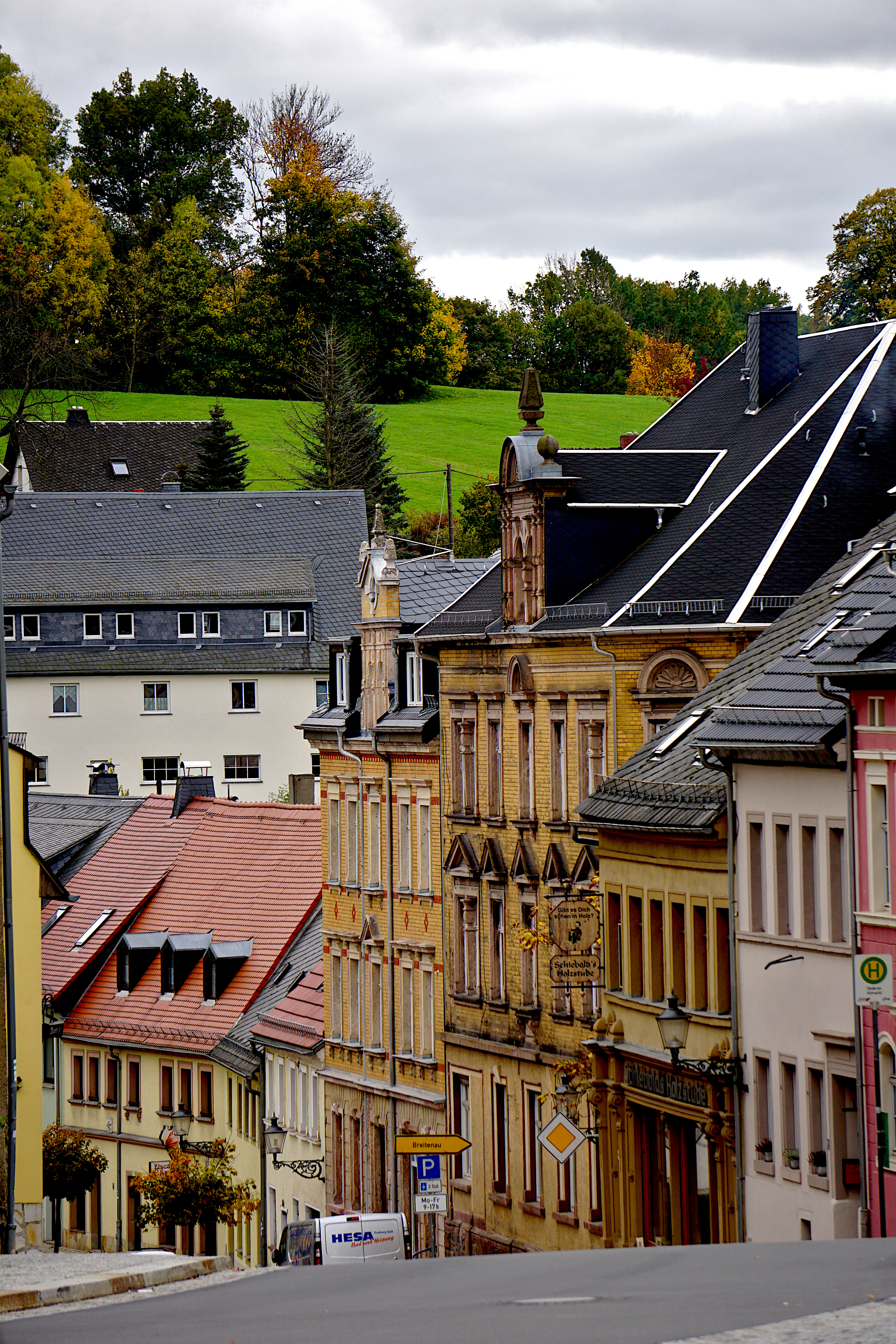
Lange Straße d'Oederan.

La vila inclou les localitats de Börnichen, Breitenau, Frankenstein, Gahlenz, Görbersdorf, Kirchbach, Lößnitztal i Schönerstadt.

## Història
Oederan surt esmentada per primera vegada com a vila l'any 1286. L'assentament de la zona es produí de la mà d'una tribu sòrab els segles IX i X. Pagesos, artesans i comerciants francòfons renians s'hi van establir al segle XII. Des de l'Edat Mitjana, les indústries més importants han estat la fabricació de teixits i el teixit de lli. Al segle XIX, la construcció del ferrocarril va tenir una gran influència en el creixement de la vila. Es van construir algunes fàbriques de mida mitjana al voltant de l'estació de tren d'Oederan.
A Oederan, s'hi han documentat sis judicis per bruixeria durant la caça de bruixes de 1529. Almenys una dona va ser executada, es desconeixen els altres destins. Als districtes de Schönerstadt i Gahlenz, sis persones van ser jutjades per bruixeria entre 1529 i 1678, dues van morir torturades i dues van ser castigades amb l'expulsió del país.
Durant la Segona Guerra Mundial, aquí hi havia un subcamp del camp de concentració de Flossenbürg.

## Llocs d'interès
Oederan és coneguda pel Klein-Erzgebirge, el parc en miniatura més antic d'Alemanya. Aquí s'hi poden veure unes 185 miniatures d'edificis famosos de la zona de les Muntanyes Metal·líferes en una escala reduïda de 1:25.

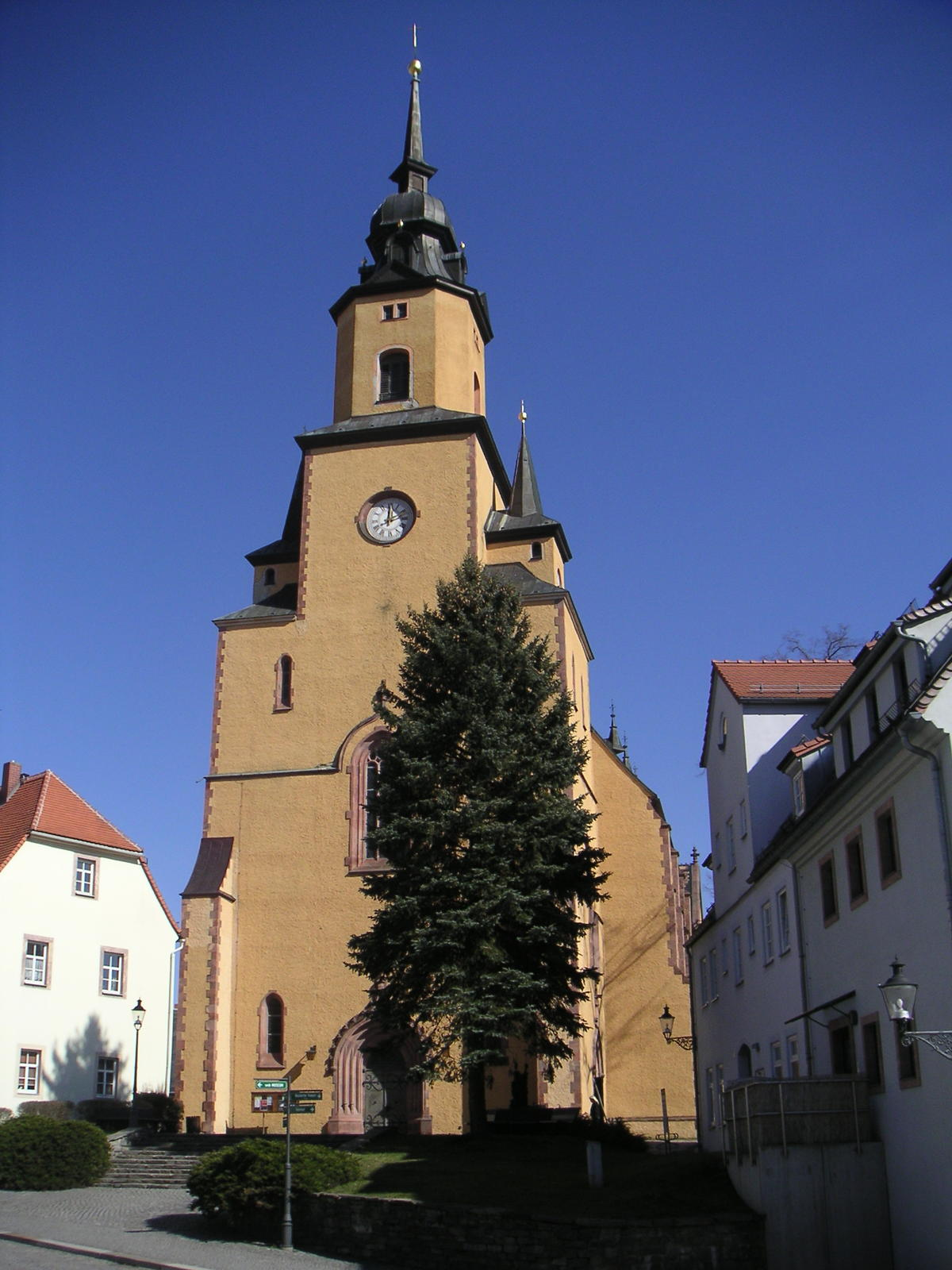
Església.

L'edifici antic més important és la seva església de sala gòtica. La història de l'església es remunta al segle XIII. A l'interior hi ha un orgue construït pel reconegut Gottfried Silbermann.
L'edifici més prominent de la vila és l'ajuntament. Va ser construït per primera vegada al voltant de l'any 1400, va cremar diverses vegades (1632, 1709 i 1753) i es va tornar a erigir en la seva forma actual el 1785.

## Persones notables
- Valentin Schindler (1543–1604), filòleg i orientalista
- Johann Klemm (c. 1595 – c. 1659), compositor, organista i editor musical
- Minna Planer (1809–1866), primera esposa de Richard Wagner, actriu
- Adolf Gottlieb Fiedler (1771–1850), empresari saxó a Saxònia i Polònia
- Herbert Böhme (1879–1971), superintendent de l'Església Luterana Evangèlica de Saxònia al districte eclesiàstic de Meißen
- Martin Hoffmann (nascut el 1930), resistent estudiantil a la RDA, fundador del Zeitkundemuseum a Oederan el 2002, al 2008 fou Creu Federal pel seu compromís amb la denúncia de les injustícies de la RDA
- Igor Mitoraj (1944–2014), escultor i pintor polonès, nascut a Oederan.